# Канза, Томас
Томас Рудольф Канза Нсенга (фр. Thomas Rudolph Kanza Nsenga; 1933 или 1934, Боэнде, Бельгийское Конго — 25 октября 2004, Оксфорд, Великобритания) — конголезский государственный деятель, министр иностранных дел Народной Республики Конго (1964—1965).

## Биография
Окончил Лёвенский католический университет. По возвращении на родину являлся профессором в колледже Св. Иосифа в Киншасе, работал в аппарате ЕЭС в Брюсселе, затем — там же на исследовательской работе.
В 1956 г. вступил в L’ABAKO, одну из партий, выступавших за независимость страны. Являлся участником переговоров в Брюсселе (1959), на котором обсуждалось будущее Конго.
- 1960 и 1961 гг. — представитель Республики Конго в ООН, назначенный правительством Патриса Лумумбы,
- 1962—1963 гг. — временный поверенный в делах Республики Конго в Великобритании,
- 1963 г. — преподавал на экономическом факультете Оксфордского университета,
- 1964—1965 гг. — министр иностранных дел Народной Республики Конго.

После переворота Мобуту в 1965 г. на протяжении тридцати лет жил в эмиграции. Преподавал в Гарварде, Кембридже и Оксфорде.
- 1997—1998 гг. — министр внешнеэкономических связей,
- 1998—1999 гг. — министр труда и социального развития Демократической Республики Конго,

С 1999 г. — посол в Швеции и Дании, Норвегии и Финляндии (по совместительству).
Являлся автором нескольких книг и литературных публикаций на английском языке.